# Gare de Kamata
La gare de Kamata (蒲田駅) est une gare ferroviaire à Tokyo au Japon. Elle est au milieu du quartier de Kamata, dans l'arrondissement d'Ōta. La gare est desservie par les lignes des compagnies JR East et Tōkyū.
Kamata est la dernière gare de la ville de Tokyo avant Kawasaki et la préfecture de Kanagawa.

## Situation ferroviaire
Gare d'échange, elle est située au point kilométrique (PK) 44,7 de la ligne Keihin-Tōhoku. Elle marque la fin des lignes Tōkyū Ikegami et Tōkyū Tamagawa.

## Histoire
La gare de Kamata a été inaugurée le 11 avril 1904.

## Service des voyageurs

### Accueil
La gare de Kamata se compose de deux bâtiments qui comprennent les stations Kamata JR East et Tōkyū.
Dans les bâtiments de la gare, reliés par plusieurs passages et sur différents niveaux, il y a de nombreux magasins.
Les sorties sont quatre : une à l'est (East exit), deux à l'ouest (West exit), et une sur le côté sud (South exit) auprès des lignes Tōkyū. Sur les côtés est et ouest, la gare est desservie par bus et taxi.
700 m à l'est de la gare de Kamata se trouve la gare de Keikyū Kamata (京急蒲田駅) du réseau Keikyū, qui relie avec l'Aéroport international de Tōkyō-Haneda à l'est, Kawasaki, Yokohama et leurs banlieues à l'ouest.
Il existe un projet de jonction des deux gares pour 2020.
La ligne exploitée par JR East sert 135 701 passagers par jour (2008), et les lignes de la compagnie Tokyu en servent 150 059 par jour (2006), pour un total d'environ 284 155 passagers par jour (104 millions par an).

### Desserte
Kamata permet l'accès à deux réseaux :
- JR East :
  - Ligne Keihin-Tōhoku :
    - voies 1 et 2 : direction Kawasaki, Yokohama et Ōfuna
    - voies 3 et 4 : direction Shinagawa, Tokyo et Ōmiya
- Tōkyū: 
  - Ligne Tōkyū Ikegami :
    - voies 1 et 2 : direction Gotanda

  - Ligne Tōkyū Tamagawa :
    - voies 3 et 4 : direction Tamagawa